# Grågås
Grågåsen (latin: Anser anser) er en fugl i familien af andefugle, der yngler i store dele af Europa og Sibirien. Det er i Danmark den almindeligste af de gåsearter, der forekommer i landet. Dens længde er 74-84 cm. Dens vingefang er 149-168 cm lang. Den kan blive helt op til 20 år.

## Udseende
Grågåsen er den største og kraftigste af de grå gæs (slægten Anser) med sin længde på 74-84 cm og et vingefang på 149-168 cm. Vingerne er på oversiden karakteristisk lysegrå. Ben og næb er lyserøde.
Arten ses i Danmark typisk under trækket i flokke på 10-50 fugle, der flyver i kileform eller på linje, mens de udstøder deres karakteristiske ru og hæse skrig, der ofte går over i falset.

## Forekomst i Danmark
Fuglen er almindelig i Danmark som yngle- og trækfugl. Bestanden er størst i Østdanmark, men den største koloni finder man i Vejlerne i Nordvestjylland, hvor der lever mere end 1000 par. Grågåsen yngler i lavvandede søer og moser. Desuden på Holme og småøer i salt og brakvand. Den foretrækker at yngle i nærheden af store græsarealer. Desuden er den begyndt at yngle på øer og holme i lavvandede områder.
Grågåsen var i Danmark nær udryddelse på grund af jagt i begyndelsen af 1900-tallet, hvor der kun fandtes cirka 20 par. Nu er bestanden på omkring 10.000 par (2010).

### Ynglepladser
Gåsens rede bygges skjult på dens levesteder, gerne i høj rørbevoksning. Den yngler med den samme mage år efter år og lægger herefter 4-9 æg omkring begyndelsen af april. Disse udruges i løbet af 28-29 dage hvorefter ungerne er flyvefærdige efter yderligere 50-60 dage.

## Føde
Grågåsen spiser hovedsageligt forskellige græsarter samt spildkorn, blade fra buske og urter, og om vinteren overvejende rødder fra strandengsplanter. Føden finder den på dyrkede marker, stubmarker, kartoffelmarker og strandenge. Det sker også den forsyner sig med vandplanter. I bymiljøer kommer den ofte så tæt på mennesker, at den kan spise af hånden, hvis den føler sig tryg.

## Galleri
- Grågæs letter over vand.
Ystad 2015.
- Grågæs i flugt. Bemærk den lyse forkant af vingen.
- En grågås græsser. Ystad. 19. feb. 2016.
- Grågæs med gæslinger.
- Grågæsæg.
- Grågæs kan samle sig i meget store flokke på tusindvis af individer.